# Virginia Slims Championships novembre 1986
Il Virginia Slims Championships del novembre 1986 è stato un torneo di tennis femminile che si è giocato al Madison Square Garden di New York negli USA dal 17 al 23 novembre su campi in sintetico indoor. È stata la 16ª edizione del torneo di fine anno di singolare, l'11a del torneo di doppio.

## Campionesse

### Singolare
Martina Navrátilová ha battuto in finale  Steffi Graf con il punteggio di 7–6(6), 6–3, 6–2

### Doppio
Martina Navrátilová /  Pam Shriver hanno battuto in finale  Claudia Kohde Kilsch /  Helena Suková con il punteggio di 7–6(1), 6–3